# Injektionsdichtung
Als Injektionsdichtung (mittels Baugrundinjektionen) bezeichnet man im Bauwesen das Einpressen von aushärtenden Flüssigkeiten oder Suspensionen (vor allem feinkörnige Fließmörtel, Zementsuspensionen, Polyurethane, Silikate, Acrylate, Epoxyde oder ähnliche Stoffe) in den Porenraum des Bodens (meist Alluvialböden – deswegen im Englischen "alluvial grouting", französisch "injection des Alluvions") und in Klüfte, Risse etc. von Fels oder Beton in Bauteilen, zum Zwecke der Abdichtung oder Verfestigung.

## Anwendung
- Im Talsperrenbau werden Injektionen mit (vor allem) Zementsuspensionen dazu verwendet, um Sickerwasserverluste, unerwünschte Porenwasserdrücke, Erosion etc. unter und neben dem Sperrwerk – Staumauer oder Staudamm – zu verringern/verhindern, siehe: Dichtungsschleier.
- Im Tunnelbau (etwa für Kraftwerksstollen, Bahn- und Straßentunnel bzw. U-Bahnen) werden Injektionen zur Reduktion zuströmender Sickerwässer, gegen Umweltschäden durch Absenken des Grundwasserspiegels, gegen Wassereinbrüche und zur Konsolidierung gebrächen Gebirges eingesetzt.
- In geologischen Bohrlöchern werden die Fördersonden oder Rohrtouren gegenüber der Bohrlochwand mittels einer Zementation abgedichtet, um einen Kontakt zwischen den Förderfluiden mit dem Grundwasser oder mögliche Migrationswege zwischen einzelnen geologischen Horizonten zu vermeiden.
- Wände, die von Feuchtigkeit durchsetzt sind, können ebenfalls mittels Injektionen abgedichtet werden.

## Injektionsbohrungen, Injektionspacker

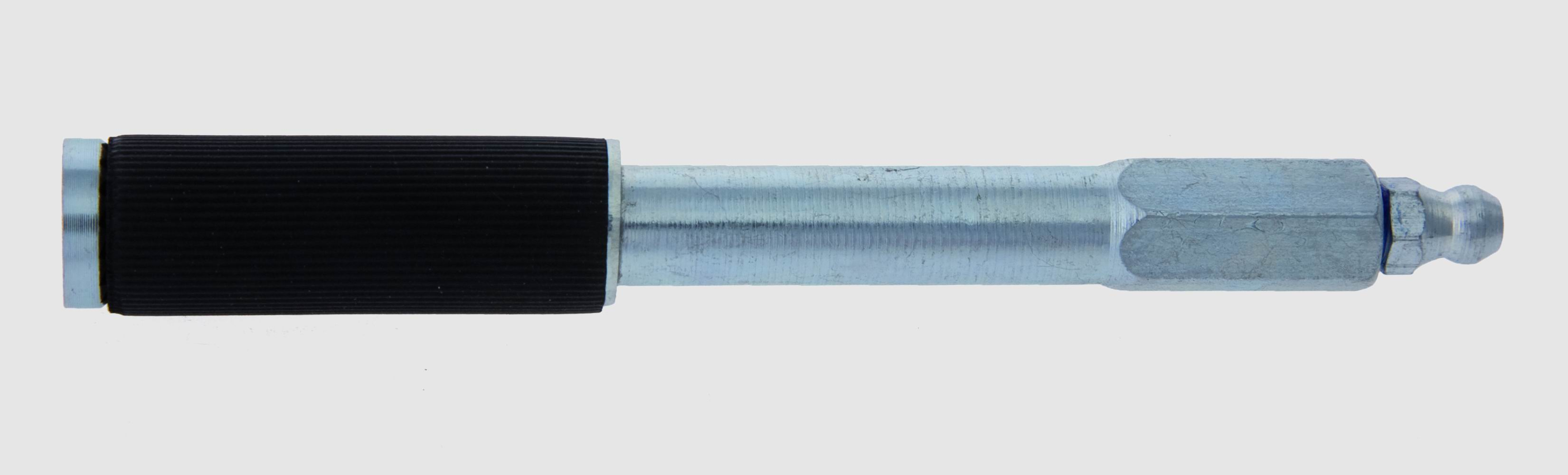
DESOI Stahlpacker 13 x 120mm für Baugrundinjektionen

Injektionen erfolgen in der Regel über Bohrungen, welche in den Fels (als unverrohrte Hammerschlagbohrung in standfestem Gebirge) oder den Baugrund (als Spülbohrung oder verrohrte Überlagerungsbohrung, ausgebaut mit sog. Manschettenrohren) abgeteuft werden.
Das Hilfsmittel zur Abdichtung von definierten Bohrlochstrecken (oder des Bohrlochmundes) ist dabei der Injektionspacker, im Fachjargon einfach Packer genannt. Dieser besteht in der Regel aus einem – zwischen verschraubbaren Stahl/Kunststoffrohr-Elementen – expandierbaren Hohlgummizylinder. Alternativ kann dieser Hohlgummiteil als aufblasbarer Schlauch ausgebildet sein. Diese Injektionspacker werden fest im Bauteil (oder Manschettenrohr) verspannt und ermöglichen so das kontrollierte Zuführen der Injektionsflüssigkeit zu definierten Injektionsstellen im Baugrund/Bauteil.
Man unterscheidet darüber hinaus zwischen wiedergewinnbaren und sogenannten verlorenen Packern.

## Verwendete Materialien & Verarbeitungsparameter
- Zementsuspension (Zemente mit Mahlfeinheiten von >4.000 cm²/g; Wasser+Zement(+evtl. Bentonit als Stabilisator)=Zementmilch; auch Suspensionen von Fein- und Feinstbindemittel mit Korngrößen <12 μm werden als Injektionsgut verwendet)
- Mörtel in verschiedensten Zusammensetzungen, gelegentlich mit Faserbewehrung
- Polyurethan (PUR)
- Hydrostrukturharz (Acrylatgel)
- Harz (Epoxidharze, mit besonderen Benetzungseigenschaften, etwa für zugfeste Verbindung der Rissflanken)
- Mikroemulsionen (Silikatgele; Silica-Fume <2 μm)

Die entsprechende Boden-Erkundung des zu behandelnden Baugrundes (und letztlich auch die Prüfung des Injektionserfolges) erfolgen vornehmlich mittels Durchlässigkeits-/Leitfähigkeits-/Transmissivitäts-Tests in dafür eigens vorzusehenden Bohrlöchern. Mit dem Lugeon-Test misst man im Fels die Wasseraufnahme/min/lfm Bohrloch bei 10 bar Überdruck und erhält daraus die Transmissivität in [m²/s]. Versuche nach Lefranc (Absenk- und Wiederanstiegversuch, bzw. Auffüllversuch mit Beobachtung & Messung der Wiederabsenkung des Wasserspiegels im verrohrten Bohrloch, im Lockerboden) dienen zur Berechnung der Leitfähigkeit in [m/s].
Der Injektionsdruck bei definierter Injektionsrate und die Injektionsmenge werden während des Verpressens (mittels elektronischer Datenerfassung, Darstellung und Verarbeitung) beobachtet und interpretiert. Dabei haben sich Kriterien zur Druck-Mengenbegrenzung wie etwa die Grouting Intensity Number (Lombardi) oder die Interpretation des Druckabfalls nach Bohrloch-Einschluss (TPA) bewährt. Weitergehende hydraulische Interpretationen des Vorganges (vgl. dazu Methoden aus der Erdölindustrie) sind ebenfalls besonders hilfreich.